# Press to Play
Press to Play é o sexto álbum de estúdio do músico inglês Paul McCartney, lançado em 22 de agosto de 1986 pela EMI Records.
Após o fracasso do longa-metragem musical Give My Regards to Broad Street, McCartney decidiu que era hora de uma mudança de ritmo em sua carreira. Em uma tentativa de dar à sua música um som mais contemporâneo, ele juntou forças com o produtor musical Hugh Padgham, famoso por ter gravado com Peter Gabriel, Genesis, Phil Collins, The Police e XTC. A partir de março de 1985, Paul começou a gravar Press To Play, tendo escrito várias canções novas. Os músicos convidados no álbum seriam Pete Townshend, do The Who, Phil Collins, Eddie Rayner e Eric Stewart.
A faixa "Press" foi lançada em julho de 1986 e surpreendentemente alcançou apenas o Top 30 nas tabelas musicais britânica e norte-americana. Em 1993, o álbum foi remasterizado e relançado em disco compacto como parte da série The Paul McCartney Collection(em inglês), com as faixas "Spies Like Us" e "Once Upon A Long Ago" como faixas bônus. 

## Lista de faixas
Todas as faixas escritas e compostas por Paul McCartney e Eric Stewart, exceto as indicadas. 
| Lado um |                                              |         |  |
| N.º     | Título                                       | Duração |  |
| 1.      | "Stranglehold"                               | 3:36    |  |
| 2.      | "Good Times Coming/Feel the Sun" (McCartney) | 4:55    |  |
| 3.      | "Talk More Talk" (McCartney)                 | 5:18    |  |
| 4.      | "Footprints"                                 | 4:32    |  |
| 5.      | "Only Love Remains" (McCartney)              | 4:13    |  |

| Lado dois      |                      |         |  |
| N.º            | Título               | Duração |  |
| 1.             | "Press" (McCartney)  | 4:43    |  |
| 2.             | "Pretty Little Head" | 5:14    |  |
| 3.             | "Move Over Busker"   | 4:05    |  |
| 4.             | "Angry"              | 3:36    |  |
| 5.             | "However Absurd"     | 4:56    |  |
| Duração total: | Duração total:       | 45:11   |  |

| Faixas adicionais do CD |                             |         |  |
| N.º                     | Título                      | Duração |  |
| 11.                     | "Write Away"                | 3:00    |  |
| 12.                     | "It's Not True" (McCartney) | 5:53    |  |
| 13.                     | "Tough on a Tightrope"      | 4:42    |  |
| Duração total:          | Duração total:              | 58:53   |  |

## Ficha técnica
- Paul McCartney – vocais principais, guitarras, baixo elétrico
- Linda McCartney – vocais de apoio, teclados

Músicos adicionais
- Neil Jason – baixo elétrico
- Eric Stewart – guitarras
- Pete Townshend – guitarra elétrica
- Carlos Alomar – guitarras
- Eddie Rayner – teclados
- Nick Glennie-Smith – teclados
- Simon Chamberlain – piano
- Phil Collins – bateria (em "Angry" e "It's Not True"), percussão
- Jerry Marotta – bateria, percussão
- Graham Ward – bateria, percussão
- John Bradbury – bateria, percussão
- Ray Cooper – percussão
- Dick Morrissey – saxofone tenor
- Lenny Pickett – saxofones alto e tenor
- Gary Barnacle – saxofone
- Gavin Wright – violino
- Kate Robbins – vocais de apoio
- Ruby James – vocais de apoio
- James McCartney – falas (em "Talk More Talk")
- Eddie Klein – falas
- John Hammel – falas
- Matt Howe – falas
- Steve Jackson – falas

Produção musical
- Hugh Padgham – produção musical, engenharia de áudio
- Phil Ramone – produção musical, engenharia de áudio, mixagem
- Tony Clark, Matt Howe, Steve Jackson, Jon Kelly, Peter Mew – engenharia de áudio
- George Martin, Bert Bevans – mixagem
- Anne Dudley, Tony Visconti – arranjos